# Carmen Morla Lynch
Carmen Morla Lynch (París, 1887 - Santiago, 1983) —conocida también como Carmen Morla de Maira— fue una escritora feminista chilena. Hija de Luisa Lynch y Carlos Morla Vicuña. escribió diarios que ilustró su hermana Ximena, con la que también practicaba el espiritismo, siendo ambas médiums; su hermano Carlos fue diplomático, escritor y periodista. Por otro lado, fue tía abuela de la escritora Elizabeth Subercaseaux.
Aunque se sabe que parte de su producción literaria se encuentra inédita o dispersa en diarios y revistas —como ocurre también con las de otras escritoras feministas como Luisa Fernández de García Huidobro, Luisa Lynch de Gormaz, Sara Hübner de Fresno  y su hermana —, parte de lo que no se había publicado aparece en el libro La belle époque chilena: alta sociedad y mujeres de élite en el cambio de siglo (2001) del historiador Manuel Vicuña. Su trabajo literario es considerado como parte de la vanguardia de principios del siglo XX que trató de masificar el pensamiento feminista y luchar por los derechos de las mujeres.
Para algunos autores, su trabajo se puede enmarcar dentro del denominado feminismo aristocrático, entre las que también se encuentran otras escritoras como Inés Echeverría Bello, María Mercedes Vial, Teresa Wilms Montt, María Luisa Fernández de García Huidobro y Mariana Cox Méndez.
Famosas fueron las sesiones de espiritismo que realizaba a principios del siglo XX junto a su hermana Ximena, que ha inspirado obras de teatro y novelas.